# Selenomancia

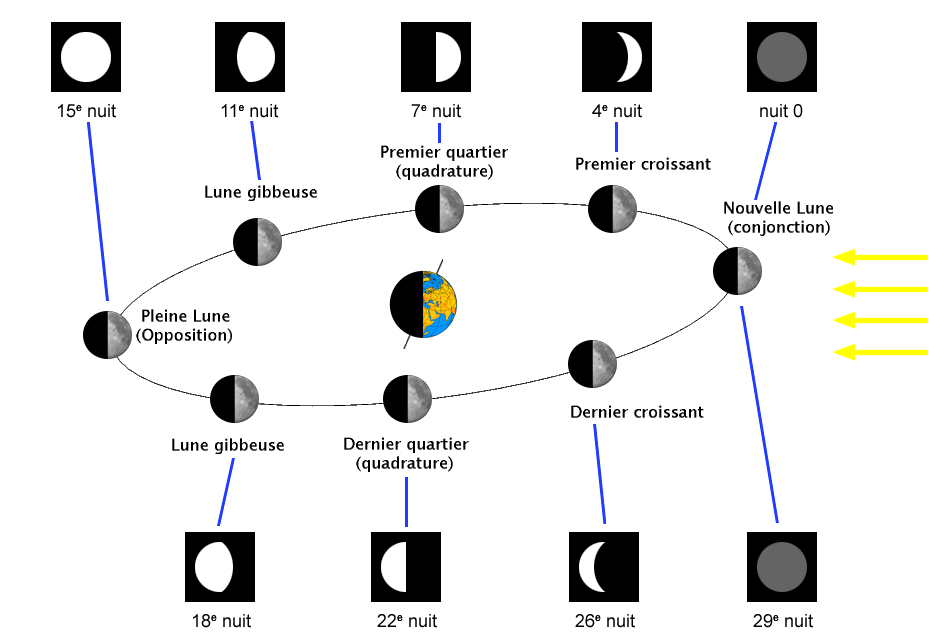
Órbita de la Luna y fases vistas desde la Tierra.

Del griego Σεληνη, luna y μαντεια, adivinación. Selenomancia es la adivinación que se establece mediante el aspecto y las fases de la luna.
Está considerada como una pseudociencia pues no tiene ningún valor científico.
Esta forma de adivinación, que no está considerada como de las más importantes a lo largo de la historia, sirve para identificar los momentos de un acontecimiento, como una enfermedad, accidente o nacimiento.
Los cultivadores de este arte observan el paso de la luna por cada signo del Zodíaco y la fase en que se encuentra el satélite.
Entre las predicciones establecidas, se dice que durante su paso por Cáncer, se favorece la fecundidad y si es por Leo, la creatividad. 

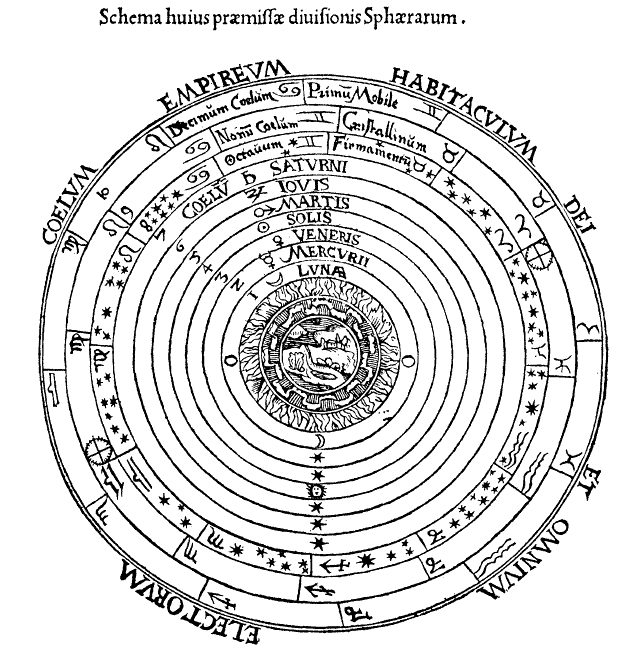
Sistema Ptolomaico; signos del Zodíaco.

Según la Selenomancia, el mejor momento para iniciar un proyecto se consigue durante la luna nueva y para finalizarlo durante la luna llena. El momento de mayor optimismo en una persona se produce en la transición del cuarto menguante a luna nueva.
- Datos: Q5845031